# Dekompozicija
Dekompozicija oziroma mineralizacija je razkroj mrtvih organskih snovi v enostavne anorganske spojine. Do razkroja teh mrtvih organskih snovi pride predvsem zaradi delovanja mikroorganizmov (razkrojevalcev, reducentov). Pri tem se sprostijo mineralne snovi, ki se v praksi uporabljajo kot rastlinsko gnojilo.
Torej, dekompozicija poteka ob sodelovanju številnih mikroorganizmov, ne glede na to ali je prisoten kisik. Če je kisik prisoten, potem organske snovi oksidirajo. Končni produkti oksidacije pa so predvsem fosfati, nitrati in sulfati. Če pa v okolju ni kisika, potem potekajo procesi redukcije. Pri tem nastanejo različni končni produkti. Končni produkti redukcije so predvsem amonijak, organske kisline in strupen žveplovodik. 